# Il grande viaggio (album)
Il grande viaggio, pubblicato nel 2001, è una compilation mixata del dj italiano Gigi D'Agostino che include alcuni suoi inediti e altri pezzi di vari artisti.

## Tracce
1. The House of God (Azzido Da Bass Remix) (D.H.S. (Dimensional Holofonic Sound))
2. Name of the Game (Bikini Machine Mix) (Ural 13 Diktators)
3. Cosmic Pop (The Maddkatt Courtship III (alias Felix da Housecat))
4. Rapture (Iio)
5. Zora (Tom Borijn)
6. Rheinkraft (Oliver Klein)
7. Free the Primitive (Open-Heart Operation)
8. Control Freaq (Felix da Housecat)
9. The 15th (Fischerspooner)
10. Natale (Gigi D'Agostino)
11. Poney, Pt. 2 (Vitalic)
12. Sway (Mucho Mambo) (Mellow Trax feat Shaft)
13. Farilalililla (M)
14. Chartsengrafs (Gigi D'Agostino)
15. Gigi Dag (Gigi D'Agostino)
16. Raggattak (Joman)
17. Moscow Nigths (Ural 13 Diktators)
18. Isn't It All a Little Strange? (Flutlicht Remix) (S.H.O.K.K.)
19. Amorelettronico (Cielo Mix) (Gigi D'Agostino)
20. The Butterfly (Butterflies)
21. Che cosa strana...quasi arcana... (Gigi D'Agostino)
22. Tamurriata nera (Gigi D'Agostino)
23. You Prefer Cocaine (Vitalic)
24. Musikakeparla (Gigi D'Agostino)

## Classifiche
| Classifica (2002) | Posizione massima |
| ----------------- | ----------------- |
| Austria           | 9                 |
| Italia            | 37                |
| Repubblica Ceca   | 20                |